# نقده
نَقَده یکی از شهرهای جنوبی استان آذربایجان غربی و مرکز شهرستان نقده است. این شهر در ۹۵ کیلومتری جنوب‌شرق ارومیه واقع شده است.
نقده با ارتفاع ۱٬۳۳۰ متر، در منطقه‌ای کوهستانی، در ۵۵۱ کیلومتری غرب شمالی تهران و ۷۲ کیلومتری جنوب شرقی ارومیه، سر راه پیرانشهر به محمدیار و ارومیه قرار دارد.
راه میاندوآب به اشنویه و راه ارومیه به مهاباد (از طریق اشنویه) و نیز راه پیرانشهر به تبریز و میاندوآب شبکهٔ راه‌های اصلی این شهرستان را تشکیل می‌دهند و مردم آن عمدتاً به کشاورزی و دامداری مشغول هستند و توتون و تنباکو از اقلام صادراتی آن است.
تپه حسنلو با قدمتی ۶۰۰۰ ساله که به‌عنوان یکی از رئوس مثلث فرهنگی استان مطرح است در ۹ کیلومتری شمال‌شرقی شهر نقده و ۱۲ کیلومتری جنوب‌غربی  دریاچه ارومیه نمایانگر ارزش باستانی شهرستان نقده می‌باشد.
بیشتر جمعیت نقده را ترک های آذربایجانی‌ و کُردها تشکیل می‌دهند.
در این شهر، زبان‌های تُرکی آذربایجانی و کُردی به‌عنوان زبان‌های گفتاری و زبان فارسی به‌عنوان زبان آموزشی و نوشتار رسمی، مورد استفاده قرار می‌گیرند.

## نام‌
برای اولین بار نام سولدوز در زمان امیرتیمور گورکانی ثبت شده است. در نوشته‌های آن دوره، اشاره شده که طایفه‌ای ترک‌تبار به نام «طایفه‌ی سولدوز» مردمانی قوی، نیرومند و جنگجو بوده‌اند که در ناحیه‌ی سولدوز سکونت داشته‌اند.
نام شهر نقده در فرمانی که عباس میرزا صادر کرد، ثبت شده است؛ او منطقه‌ی سولدوز را به طایفه‌ی قارا‌پاپاق واگذار کرد، و نام «نوجه‌ده» و سپس «نقده» به وجود آمد. 
در بررسی‌هایی که درباره‌ی واژه‌ی «نوجه‌ده» انجام شده، چنین آمده است: آن جایی‌ست که سیلاب‌ها در آن جمع می‌شوند، در آنجا زمین فرو می‌رود و به شکل دره یا شیار درمی‌آید.  البته گاهی هم واژه‌ی «نوجه‌ده» را به صورت «ده نو» یا «جایگاه نو» معنی کرده‌اند. 
ریشه نامگذاری‌های گوناگون بر روی شهر نقده:  
- نغده: از زیورآلات زنان طایفه قره‌پاپاق
- نقی‌ده: آبادی نقی (نقی‌خان بوزچلو: مالک اصلی شهر در دوران قاجار و پهلوی).
- نَغادای: نام فرمانروای مغول منطقه در گذشته
- سولی‌دوز: در زبان ترکی آذربایجانی به دشت‌های پرآب منطقه اشاره دارد.

نام این منطقه، در سال ۱۳۴۶ هجری شمسی طی یک مصوبه دولتی از «سولدوز» به «نقده» تغییر پیدا کرد.

## جغرافیا

### موقعیت
شهر نقده مرکز شهرستان نقده در استان آذربایجان غربی با پهنه ای حدود ۱۰ کیلومتر مربع در جنوب استان در ۳۶ درجه و ۵۷ دقیقه عرض شمالی و ۴۵ درجه و ۲۲ دقیقه طول خاوری نسبت به نیمروز گرینویچ قرار دارد.
مسیرهای دسترسی به نقده عبارتند از:
- مسیر نقده – اشنویه به درازای ۳۰ کیلومتر.
- مسیر نقده – پیرانشهر به درازای ۴۵ کیلومتر.
- مسیر اصلی نقده – ارومیه به درازای ۱۱۵ کیلومتر.
- مسیر فرعی نقده – محمدیار به درازای ۱۵ کیلومتر.
- مسیر فرعی نقده – جلدیان به درازای ۲۶ کیلومتر.

### رودخانه
علاوه بر موقعیت جغرافیایی خاص، عامل اصلی حیات کشاورزی سلدوز رودخانه گدار چای است. این رودخانه از ارتفاعات مرزی اشنویه در کردستان عراق (حدود پنج کیلومتر پایین‌تر از مرز ترکیه و عراق) یعنی کوه‌هایی که زاگرس را به آرارات پیوند می‌دهند سرچشمه می‌گیرد. یک شاخه فرعی نیز از قله ۳۴۸۰ متری «بز سینا» که در داخل خاک ایران است سرازیر شده و پس از عبور از داخل اشنویه به شاخه اصلی می‌پیوندد که از جنوب‌غربی اشنویه و نیز از جنوب‌غربی قله جادر با فاصله نسبتاً زیادی می‌گذرد. در ابتدای خاک سلدوز، در حدود ۱۲ کیلومتری جنوب اشنویه، شاخه فرعی دیگری به نام «علی آواچایی» به گدار چای می‌پیوندد که از قله ۳۵۷۸ متری سیاه‌کوه سرچشمه می‌گیرد که محاذی آن در خاک عراق، سرچشمه‌های رودخانه «زاب کبیر» است. شاخه فرعی دیگری به نام «رود لکبن» نیز از کوه «لکبن» مابین پیرانشهر و مهاباد سرچشمه می‌گیرد و در داخل شهر نقده به گدار چای می‌ریزد. گدارچای در جنوب شرقی بندر حیدرآباد از توابع شهرستان نقده وارد دریاچه ارومیه می‌شود.

## مردم‌شناسی

### اتنیک و دین
دشت نقده در طول تاریخ محل زندگی اقوام مختلف از جمله آذربایجانی‌ها، کُردها، آشوری‌ها، مادها، مانناها و ارمنی‌ها بوده است. در زمان حکومت فتحعلی‌شاه قاجار و در سال ۱۲۴۵ هجری قمری، ایل قره‌پاپاق از منطقهٔ قفقاز به این منطقه مهاجرت کرده، ساکن دشت نقده شده و به کشاورزی و دامداری در این منطقهٔ حاصل‌خیز مشغول شدند.براساس یک طرح آمارگیری که در دههٔ ۱۳۵۰ خورشیدی در نقده صورت گرفت، از مجموع جمعیت آن زمان شهر، ۱۲٬۰۰۰ نفر (۶۰ درصد) را آذری‌های شیعه مذهب و ۸٬۰۰۰ نفر (۴۰ درصد) را کُردهای سنی مذهب تشکیل می‌دادند.
تا قبل از نسل‌کشی آشوریان و در حدود سال‌های ۱۹۱۵ تا ۱۹۱۷، ۵۹۸ آشوری در مجموع ۱۰۸ خانوار در نقده زندگی می‌کردند. در سال ۱۸۸۱، نقده ۶۰ خانوار یهودی داشت که حدوداً ۳۶۰ نفر می‌شدند. تا سال ۱۹۰۱ جمعیت یهودیان به ۸۰۰ تن افزایش پیدا کرد که بعدها همه آنان به اسرائیل مهاجرت کردند.
در حال حاضر، اهالی شهر را آذری‌ها و کُردها تشکیل می‌دهند. مردم نقده مسلمان و پیرو مذاهب شیعه و سنی هستند.

## تاریخ باستانی

#### تپه باستانی حسنلو
یکی از مهم‌ترین جاذبه‌های شهرستان نقده، تپه حسنلو است که در اطراف این شهر قرار دارد و از آثار تاریخی باارزش ایران است. حسنلو، تپه‌ای بزرگ و دایره ای به قطر ۲۵۰ تا ۲۸۰ متر است که در بین دو روستای حسنلو و امین لو جای دارد و در پیرامون آن تپه‌های قدیمی دیگری هم به چشم می‌خورد. این‌طور که مشخصه اولین کسانی که بر روی این تپه زندگی می‌کردند قومی به اسم منائیان بودند. به گفته باستان شناسان در ۱۰ دورهٔ مختلف زمانی افرادی بر روی این تپه سکونت می‌کردند.
سکونت در این تپه ۱۰ دوره مختلف زمانی دارد که در میان آن‌ها دوره دهم از همه قدیمی تر است که در حدود ۶ هزار سال پیش از میلاد شروع شده است. از دوره‌های دهم، نهم و هشتم اطلاعات زیادی در دست نیست حال آنکه دربارهٔ دوره‌های هفتم تا اول اطلاعات بیشتری در دست است چون بر روی این تپه آثار بیشتری از این دوره‌ها پیدا شده است؛ مثلاً ظروف خاکستری سفالی کشف شده در این محل متعلق به دوره پنجم سکونت هستند و به نظر می‌آید که بناهای خشتی و گلی هم برای همین دوره باشد. از مهم‌ترین آثاری که از دوره چهارم سکونت به جای مانده بناهای سنگی است که اطلاعات زیادی را دربارهٔ آن دوره به دست می‌دهد. دوره سوم سکونت همزمان با حکومت مادها و دوره دوم سکونت همزمان با دوره پارت‌ها می‌باشد. دوره اول هم مصادف با اواخر دوره ساسانی و اوایل اسلام است که امروز هیچ آثاری از آن دوره در حسنلو دیده نمی‌شود و همگی نابود شده‌اند. یکی از با اهمیت‌ترین دوره‌های سکونت بر روی تپه دوره چهارم است که اغلب بناهای سنگی متعلق به این دوره اند و تا به امروز بررسی‌های زیادی هم بر روی آن‌ها صورت گرفته است.
بر روی این تپه قلعه ای مستحکم به چشم می‌خورد و در طی کندوکاوهایی که سال‌ها قبل صورت گرفت بخش‌هایی مثل اتاق‌ها، سالن‌ها، دیواری دفاعی و… پدیدار شدند. در نقطهٔ مرکزی این دژ حیاطی مرکزی به ابعاد ۲۹ در ۱۹ متر موجود است که البته اندازهٔ طول و عرض در همه جا برابر نیست. اگر نگاهی به سمت شرقی حیاط بیندازید تالاری بزرگ و چند انبار را می‌بینید در داخل تالار خمره‌هایی کشف شده که به نظر می‌رسد برای ذخیره آب به کار می‌رفتند. اولین تالاری که در این دژ درست شده همین تالار سمت شرقی است که به ترتیب ۱۶ و ۴ متر طول و عرض دارد. در مرکز این تالار در دو ردیف ۴ ستون را می‌بینید که فاصلهٔ ان‌ها از هم ۵ متر است.

## تاریخ معاصر

### جنگ نقده
یکی از مهم‌ترین وقایعی که بعد از وقوع انقلاب سال ۵۷ در غرب ایران به وقوع پیوست، جنگ نقده بود. ریشه این جنگ به اختلافات بین حزب دموکرات کردستان ایران و حکومت تازه‌کار جمهوری اسلامی ایران بر سر میزان اختیارات دولت مرکزی در اداره مناطق کردزبان در غرب ایران بود. مدتی بعد از سرنگونی حکومت پهلوی و روی کار آمدن دولت موقت در تهران، عبدالرحمان قاسملو دبیرکل حزب دموکرات کردستان خواهان خودمختاری مناطق کردزبان و استقلال در امور داخلی مناطق کردزبان شد و سپس با مخالفت‌های متعدد از سوی دولت مرکزی ایران ، نیروهای حزب دموکرات چندین پادگان در آذربایجان غربی و کردستان را به تصرف خود درآوردند.
در ادامه کشاکش احزاب تجزيه‌ طلب کُرد و حکومت ایران در تاریخ ۳۱ فروردین سال ۱۳۵۸ حزب دموکرات در ادامه میتینگ‌های سیاسی‌اش که به تازگی در سنندج و مهاباد نیز برگزار کرده بود اعلام کرد که تصمیم دارد یک گردهمایی و میتینگ سیاسی نیز در شهر نقده برگزار کند. با وجود مخالفت بزرگان ترک و حتی کرد شهر نقده از جمله امام جمعه اهل سنت و امام جمعه اهل تشیع شهر با برگزاری این میتینگ در بخش‌های ترک‌زبان شهر و پیشنهاد محل دیگری در بخش‌های کُردنشین نقده، این گردهمایی در ورزشگاه فوتبال شهر نقده برگزار شده و ضمن دعوت از ریش سفیدان و معتمدین هر دو گروه کرد و ترک نقده‌ای، حامیان حزب تجزيه طلب دموکرات از شهر نقده و دیگر شهرهای اطراف در آن دور هم جمع شدند.
به گواه شاهدین در حالی که میتینگ در حال شروع بود از بیرون از ورزشگاه صدای شلیک چند تیرهوایی شنیده شده و به دنبال نگرانی‌ها و ناآرامی‌های به پا شده در ورزشگاه، مشارکت‌کنندگان در مراسم برای فرار به سمت درهای استادیوم یورش بردند و ظرف چند ساعت آشوب و درگیری به خیابان‌ها و میدان‌های شهر نقده کشیده شد. در یک سوی این جنگ شهری حزب دموکرات قرار داشت و در سوی دیگر آن مخالفان این حزب و حامیان حکومت ایران حضور داشتند. در نهایت بعد از سه روز درگیری میان طرفین و امضای صلح‌نامه‌ای، نیروهای مسلح شهر را ترک کردند و سپس با ورود نیروهای ارتش به این شهر، جنگ نقده به پایان رسید. پایان جنگ در حالی اتفاق افتاد که بسیاری از ساکنین کُرد نقده از شهر فرار کرده و به روستاهای مجاور و شهرهای پیرانشهر و مهاباد آواره شدند و مدتها طول کشید تا آنها به شهر نقده بازگردانده شوند، در حالی که بسیاری برای همیشه نقده را ترک کردند.
جنگ سه روزه نقده که موجب کشته شدن ده‌ها نفر و آوارگی صدها تن از مردم این شهر شده بود، به نوعی نخستین رویارویی جدی احزاب تجزيه طلب کُرد با حکومت مرکزی ایران بود که بعدها در دیگر مناطق دارای جمعیت کرد در غرب ایران نیز ادامه یافت و موجب کشتار بسیاری از افراد غیرنظامی و مهاجرت اهالی بومی به استان‌های دیگر و حتی خارج از ایران شد.
تاکنون هیچ‌کدام از طرفین ماجرا که در شروع یا ادامه جنگ خونین نقده و عواقب آن تصمیم‌گیرنده بودند مسئولیت آن یا بخشی از آن را بر عهده نگرفته و حاکمیت ایران نیز در صدد جبران خسارات و دلجویی از شهروندان و خانواده‌های کشته‌شدگان این جنگ سه روزه بر نیامده است.

## گردشگری
از جاذبه‌های گردشگری این شهر می‌توان به هفت چشمه در ۳ کیلومتری جنوب باختری شهر نقده و در بخش خاوری به سلطان یعقوب اشاره کرد. در گذشته طعم و مزه هر چشم و آب جوشان هر یک از این ۷ نقطه (هفت چشمه) با دیگری متفاوت و دارای املاح معدنی ویژه‌ای بوده است. بعد از خشک شدن چشمه‌ها حوضی به شکل کوزه در پائین کوه و در محل چشمه‌ها ساخته شده است. این تفرجگاه امکاناتی مثل آب آشامیدنی، فضای سبز، امکانات رفاهی، ورزشی، خدماتی، درمانی، بهداشتی، غذاخوری، شهربازی و پارکینگ را دارا می‌باشد. بسیاری از مردم نقده هر روز برای پیاده‌روی به این تفرجگاه می‌روند. تپه حسنلو، رودخانه گدارچای، محوطه سد حسنلو و تالاب بین‌المللی پارک لاله از دیگر جاذبه‌های گردشگری این شهر است.
شهرستان نقده منطقه‌ای کوهستانی است و کوه‌های سلطان یعقوب، فیرنگی، مهدی‌خان و باباحسن با ارتفاع ۲۰۰۰ متر از جملهٔ کوه‌های نقده می‌باشند.
این منطقه دارای چشمه‌های طبیعی زیادی نیز می‌باشد که می‌توان به چشمه‌های نقده که در روستای شیخ معروف، در ضلع جنوب، قرار دارند و چشمه‌ای معدنی و مؤثر برای درمان برخی بیماری‌های پوستی هستند اشاره نمود. همچنین هفت چشمه که در نزدیکی روستاهای شهرستان نقده، در ۲ کیلومتری جنوب خاوری نقده و در دامنهٔ کوه‌های سلطان یعقوب قرار گرفته و از تفرجگاه‌های منطقه به حساب می‌آید، از چشمه‌های سرشناس نقده می‌باشد.